# クロマニヨン (アメリカのバンド)
クロマニヨン（Cro-Magnon）は、1960年代後半に活躍したアメリカのエクスペリメンタル・ロックバンド。

## 概要
マルチインストゥルメンタリストのシンガーソングライターであるオースティン・グラスミアとブライアン・エリオットが率いるバンドの唯一のリリースは、1969年のアルバム「オーガズム」であり、後に「ケイブ・ロック」とタイトルを変更して再発売された。彼らはノイズ・ロック、ノー・ウェーブ、インダストリアル、インダストリアル・ロックの台頭を予感させたと言われている。バンドは商業的に注目されたり成功したりはしなかったが、ピッチフォークメディアは、後に日本のサイケデリック・ロックバンド「ゴースト」によってカバーされた彼らの曲「カレドニア」を、「1960年代の200のグレイテストソング」のリストの163位にランク付けした。音楽メディアの「トレブル（Treble）」は「45曲のインダストリアル音楽の歴史」に「カレドニア」を含んでいる。
彼らのアルバムは、サイケデリア、フォークロック、サンプリング、音響効果の実験、ノイズを原始的な楽器 (棒や石を含む) と組み合わせたものであった。

## Discography
- Orgasm (1969)
- Cave Rock ※タイトル変更でのリリース(2000)
- Orgasm (reissue 2015) by Rotorelief

## References
1. ↑  “Dusted Reviews: Cromagnon - Cave Rock”. www.dustedmagazine.com (2009年6月29日). 2015年9月23日時点のオリジナルよりアーカイブ。2009年11月9日閲覧。
2. 1 2  Henderson, Alex. “Overview—Cave Rock”.  Allmusic. 2009年11月15日閲覧。
3. ↑  “Ghost: In Stormy Nights”.  Pitchfork Media (2007年2月5日). 2009年10月11日閲覧。
4. ↑  “Part One: No. 200-151”. The 200 Greatest Songs of the 1960s.  Pitchfork Media (2006年8月14日). 2009年10月11日閲覧。
5. ↑  “A History of Industrial Music in 45 Songs”. Treble. 2022年7月18日閲覧。